# Млијечни производи у Индији
Млијечни производи играју значајну улогу у бројним аспектима индијског друштва, укључујући кухињу, религију, културу и привреду.
Индија је водећа земља по броју грла стоке која даје млијеко, што укључује преко 300 милиона јединки из породице говеда, која дају преко 187 милиона тона млијека. Индија је прва земља на свијету по производњи и по потрошњи млијека. Већина млијека се конзумира у земљи, мада се мали дио такође извози. Индијска кухиња, посебно северноиндијска кухиња, садржи бројне млијечне производе као што је панир, док се у јужноиндијској кухињи више користи јогурт и млијеко. Млијеко и млијечни производи имају улогу у хиндуистичким вјерским ритуалима и легендама.
Производња млијека на Индијском потконтиненту има дубоке коријене у историји и сеже до 8000 година, до момента припитомљавања говеда зебу. Млијечни производи, посебно млијеко, конзумирали су се на Индијском потконтиненту барем од ведског периода. Средином и крајем 20. вијека, Операција Поплава је трансформисала индијску млијечну индустрију у највећу на свијету (1970). Раније се производња млијека у Индији одвијала углавном на фармама домаћинстава.
Привредни утицај индустрије млијечних производа у Индији је значајан. Већина произведеног млијека је бивоље млијеко; кравље млијеко је друго по производњи, а козје млијеко је далеко на трећем месту по заступљености на тржишту. У Индији се производи велики избор млијечних производа. Увоз млијечних производа у Индију је занемарљив и подлеже царинама. Домаћу индустрију регулишу владине агенције као што су Министарство сточарства, мљекарства и рибарства; Национални одбор за развој мљекарства и Управа за безбједност и стандарде хране Индије.

## Историја

### Рани период
Историја мљекарства на Индијском потконтиненту сеже око 8000 година уназад, до првог припитомљавања зебу говеда, за које се сматра да потичу из Индије. До почетка цивилизације у долини Инда (око 3300 — око 1300 п. н. е.), зебу говеда су била у потпуности припитомљена и коришћена су ради добијања млијека. Они су у изобиљу заступљени у тадашњим остеолошким остацима и керамици. Водени бивол је такође аутохтон у Јужној Азији. Иако су дивљи биволи и говечад живјели на потконтиненту много прије припитомљавања, били су припитомљени и коришћени су за орање и млијеко у вријеме цивилизације долине Инда. Козе и овце су такође биле припитомљене у долини Инда, мада је неизвјесно да ли су биле кориштене за мужу.
У ведском периоду (око 1500 — око 500 п. н. е.), млијеко је било један од примарних намирница у исхрани. Конзумирали су се млијеко и млијечни производи укључујући и врсте путера. Веде помињу млијеко у бројним дијеловима и садрже преко 700 референци о кравама, које су описане са великим поштовањем и називају се aghnya (не треба убијати). И Веде и Пали канон, садрже описе тадашње културе, бројне референце на коришћене млијечне производе и прераду млијечних производа. Млијеко, углавном кувано кравље млијеко, коришћено је за припрему мјешавине са житарицама, као и  каша са просушеним јечмом.
Јогурт (скута) је био још један облик у коме се млијеко конзумирало током тог периода. Веде описују сирење млијека тако што се с њим помијеша порција киселог млијека. Такође, помињу сирење млијека додавањем биљних супстанци као што су кора палаша и плод жижуле, који су можда садржали ензиме сличне сиришту. Ово су неке од најранијих документованих референци на ензимско прављење сира.
Индолог Венди Донигер упоређује ведске народе са америчким каубојима, напомињући да су често одлазили у акције отимања стоке својих ривала.  Она даље примећује да су ведске групе гледале на стоку као на облик богатства.
Према Сутри, током периода око 800 — око 300 године п. н. е., кувани пиринач са млијеком или скутом и даље је био уобичајена храна. Некада су се краве музле два пута дневно. Оне које су биле гравидне или су пролазиле кроз циклус еструса или које су дојиле теле друге краве нису музене. Такође, забељежена је припрема пајасе. Мадупарка – мјешавина меда са скутом или гиом коришћена је за дочек гостију. Помиње се и припрема слаткиша са прочишћеним путером као једним од састојака. Будистички и џаински текстови тог периода такође сматрају млијеко и његове производе важним намирницама за исхрану, при чему се посебно фаворизује млијеко и пиринач. Наводе се производи од скуте, путера и млаћенице. У употреби је било и млијеко камила и коза, поред крављег и бивољег.
Млијеко, скута и ги били су важни елементи хране на Индијском потконтиненту током владавина владара из различитих вјерских средина. Бројни страни путници су примјетили присуство млијечних производа у индијској исхрани.

### Модерни период
Мљекарство у Индији је некада било занимање које је за примарну сврху имало обезбјеђивање егзистенције, намијењено производњи млијека за кућну потрошњу. Године 1919. британски колонијални званичници су по први пут спровели попис млијечних животиња. Извештај сачињен 1937. године указивао је на субоптималну стопу потрошње млијека у земљи. Процењује се да је потрошња по глави становника 200 грама по дану (укључујући све млијечне производе), што је било најниже међу свим великим млијечним земљама. Ниска продуктивност млијечних животиња и широко распрострањено сиромаштво били су изазови за повећање производње и потрошње млијека. Потрошња је варирала у зависности од географских и економских услова, али је у целини била прилично ниска.
Двадесетих година прошлог вијека у Индији су уведене модерне технологије прераде млијека и маркетинга. Национални одбор за развој мљекарства (NDDB) основан је 1965. године. Покренула је Операцију Поплава 1969–1970, програм који је имао за циљ модернизацију и развој мљекарског сектора уз помоћ задруга. Током овог периода, мљекарске задруге су се појавиле као доминантна снага, као резултат експлоататорске природе приватних мљекара и продаваца. Задруге су се заснивале на „Анандовом моделу“ – трослојној организационој структури која се састоји од (i) задруга на нивоу села (примарни произвођачи), (ii) задружних савеза произвођача на нивоу округа који су прикупљали фабрике за прераду млијека и којима управља и (iii) федерације за маркетинг на државном нивоу. Овај модел је еволуирао у Ананду у Гуџарату, гдје је почео 1946. године, и усвојен је широм земље.
Операција Поплава се одвијала у три фазе. Фаза I (1970–1981) била је фокусирана на развој производње млијека у областима око Њу Делхија, Мумбаја, Колкате и Ченаја. Фаза II (почетак 1986), већа фаза пројекта, проширила је инвестиције на 147 урбаних центара широм земље. Фаза III, која се наставила до средине 1990-их, проширила је улагања још више, на низ мањих градова. Поред улагања владе Индије, неколико фаза Операције Поплава су делимично финансиране од стране Светске банке и Европске економске заједнице.
Индија је највећи свјетски произвођач млијека од 1997. године, када је претекла Сједињене Америчке Државе.

## Култура

### Кухиња
| Метод                             | Производи              |
| --------------------------------- | ---------------------- |
| Ферментација млијечне киселине    | Дахи, шриканд, ласи    |
| Коагулација ферментисаног млијека | Чена, панир, сурутка   |
| Кондензација топлоте              | Кир, коа, рабри, малај |
| Кондензација топлоте и смрзавање  | Кулфи                  |

Млијечни производи су били саставни дио индијске кухиње од давнина до данас. Посебно је познато да се сјеверноиндијске кухиње у великој мјери ослањају на млијечне производе. Посебност панџапске кухиње је употреба панира, врсте сира. Панџаби дал макани је богата чорба од црног сочива, пасуља, путера и кајмака. Популарна јела од панира укључују матар панир, палак панир, шахи панир, панир кофта и панор бурги. Панир се такође користи за прављење панир пакора (пржена ужина) и панир парата (слојевити чапати пуњени паниром). Ги, облик прочишћеног путера, обично се користи у индијској кухињи. Користи се са препаратима од пиринча, као што је биријани и као намаз на бесквасним хлебовима (роти). Има јак укус и такође се користи као уље за кување. Павлака се такође обично користи у јелима у сјеверноиндијским кухињама како би сос био богат и кремаст.
Још једна уобичајена употреба млијека је у чају. Већина чаја који се конзумира у Индији је чај са млијеком. Пијење чаја постало је укоријењено у индијској култури током 20. вијека, са потрошњом по глави становника од 0,78 килограма од 2018. године.

### Религија
Крава има свети статус у хиндуизму, који је већинска религија у Индији. Међутим, скоро половина млијека произведеног у Индији потиче од бивола, који се такође конзумирају као месо. За разлику од краве, водени бивол се сматра нечистим и непожељним. У хиндуистичкој митологији, зло је често представљено у виду воденог бивола. Хиндуски бог смрти, Јама, јаше воденог бивола. Током 1940-их, Махатма Ганди се жалио на преференцију бивољег млијека у индијском друштву, истичући нутритивну супериорност крављег млијека.
Древна индијска космологија је претпоставила да су Земљини континенти потопљени у разне млијечне производе, укључујући млијеко и ги.
Према Венди Донигер, током ране заједничке ере, пракса идеалног хиндуистичког бхакте промијенила се од жртвовања и конзумирања крава до муже крава. Другим ријечима, она тврди, дошло је до културне промјене између „лова“ крава и њиховог „очувања“ да би се користили производи као што је млијеко. Млијеко, скута и ги били су три од пет светих производа од крава за хиндусе.
Млијеко је једна од понуда поклоника на бројним хиндуистичким свечаностима, као што су Маха Шиваратри и Наг Панчами. Током Понгала, пиринач се кува у млијеку док не излије из глиненог лонца, а затим се нуди боговима, кравама и на крају члановима породице. Током Холија, млијеко се користи за припрему тандаја, благо опојног напитка. У Керали, државна влада је набавила 8,5 милиона литара млијека за потребе фестивала Онам 2015. године.
Постојао је одређени сукоб у раном будизму, пошто будизам поставља акценат на ахимса (ненасиље), по питању тога да ли је пијење млијека етично јер је лишавало телад њихове исхране, али је ово гледиште на крају напуштено.
Џаинизам, поред екстремнијих погледима на ахимсу и вегетаријанство, не забрањује конзумацију млијечних производа. Док џаинистичка доктрина забрањује намјерно наношење патње или штете било ком вишечулном бићу, већина џаина конзумира млијечне производе. Ово питање је био извор напетости у религији. Неки џаинисти тврде да се млијечни производи (заједно са другим животињским производима попут вуне) могу производити без изазивања химса (штета). Међутим, ово занемарује реалност индустријске производње млијека која обично узрокује велике муке животињама. Сентимент у џаинској заједници расте у правцу веганства.

### Традиционална медицина
Млијеко игра улогу у ајурведи, облику алтернативне медицине који се практикује у Индији. Ајурведа препоручује свакодневну конзумацију млијека због његових добрих пробавних и седативних својстава.

## Производња
Индија остварује највећи ниво производње и потрошње млијека од свих земаља. Годишња производња је била 186 милиона тона ажурирано: 2018.
Ажурирано: 2020., приближно 4,2% БДП-а је долазило из области производње млијека. Током 2019. сектор млијечне производње у Индији је порастао 4,9%. У периоду 2018–2019, Влада Индије је навела да је производе 187,7 милиона тона млијека те да је доступност млијека по становнику у Индији износила 394 грама дневно.
Индија има преко 300 становника милиона говеда према попису стоке из 2019. године, укључујући 192,49 милиона говеда и 109,85 милиона бивола. Скоро половина млијека произведеног у Индији је бивоље млијеко; раније су водени биволи производили већину млијека у Индији. Ажурирано: 2019., биволи су произвели 91,82 милиона тона млијека. Козје млијеко је трећа сорта млијека по производњи, са доприносом од 4% од 2017—2018. Преовлађујући генотип у индијским аутохтоним расама крава и бивола описан је као А2А2, што значи да производе А2 млијеко.
Популација аутохтоних раса говеда константно се смањује, док се број продуктивнијих егзотичних и укрштаних раса повећава. Аутохтоне краве производе око 3, 73 килограма млијека дневно, у поређењу са 7,61 килограм дневно за мијешане врсте краве и 11,48 килограма дневно за егзотичне врсте крава. Међутим, према неким стручњацима, млијеко аутохтоних крава има већу нутритивну вриједност и стога њихова популација у опадању може имати дугорочне последице по здравље и животну средину.
Данас је Индија у великој мјери самодовољна у производњи млијека. До стицања независности земље 1947. године, производња и трговина млијека су готово у потпуности били у сектору домаћинстава. Изоловани покушаји формирања задруга за производњу млијека вршени су 1930-их и 1940-их, али је то било успешно тек након независности. Производња млијека у Индији порасла је отприлике три пута између 1968. и 2001. године, када је достигла износ од 80 милиона тона годишње. Од 2004-2005, производња млијека је процијењена на 90,7 милиона тона. Од 2010. године, млијечна индустрија је чинила 20% индијске бруто пољопривредне производње.
Само у Махараштри има око 4 милиона произвођача млијека, иако је Гуџарат од 2014. године имао највећу производњу млијека међу државама и територијама Индије. Сточарски сектор у Индији карактерише квантитет, али мала продуктивност. Од 1992. године број говеда, најмногољудније врсте, био је 204 милиона. Производња млијека у Индији потиче првенствено од малих произвођача млијека; већина индијских 75 милиона сеоских фарми млијека састоји се од 10 говеда или мање и у породичном су власништву и којима управља.

### Употреба водених бивола
Млијечна индустрија у Индији је јединствена међу великим земљама које производе млијеко у смислу великог удјела бивољег млијека. До 2013. биволи су чинили више од половине укупног млијека произведеног у земљи, иако је та цифра смањена на мање од 50% с обзиром на све већу потражњу за крављим млијеком. Иако постоји велики број признатих раса бивола, више од половине бивола није описно. Мурах је најпопуларнија млијечна раса и привукла је потражњу и из других земаља. Биволи Нили-Рави и Јафарабади, такође дају добре приносе.
Произвођачи млијека у многим државама преферирају биволе због потешкоћа у уклањању засушених крава због поштованог статуса крава, док се водени биволи обично продају за клање када прође млијечни циклус или када се принос смањи. Клање крава је забрањено у већини индијских држава.
Биволи метаболишу неквалитетну храну ефикасније од говеда, а узгој бивола је јефтинији од узгоја говеда. Такође дају веће приносе од аутохтоних врста говеда.
Неки сељаци преферирају бивоље млијеко због већег садржаја масти у млијеку, пошто се цијене млијека одређују садржајем масти. Бивоље млијеко садржи 7–7,5% масти, што је скоро двоструко више од крављег млијека. Бројни традиционални млијечни производи попримају своје особености због употребе бивољег млијека. Пожељно је за производњу млијечних производа са високим садржајем масти као што је панир, иако је кравље млијеко пожељније за производњу чена (млијечни производ налик сиру).
Због неколико биохемијских разлика са крављим млијеком, многе конвенционалне технологије прераде млијека — које су направљене за кравље млијеко — неприкладне су за бивоље млијеко. Повећање продуктивности у индустрији бивољег млијека ограничено је неадекватним истраживањем. Научни резултати добијени о крављем млијеку генерално се не могу примијенити на бивоље млијеко.

### Програми укрштања говеда
Укрштање говеда започело је у Индији 1875. године, иако није привукло велику пажњу креатора политике све до 1961. Од 1965. године увелико се спроводи укрштање аутохтоних раса са егзотичним у циљу побољшања производње млијека. Међутим, такви програми су изазвали много контроверзи.
Први подаци о популацији укрштених говеда, из пописа стоке 1982. године, показују да она чине 4,6% говеда у земљи. Половина њих била је у Утар Прадешу и Керали, при чему је Керала заменила 46% својих аутохтоних говеда расама насталим укрштањем.
Током 1965. панел за сточарство је препоручио употребу џерзеја и ограничену употребу смеђих швајцарских и холштајн фризијских говеда за укрштање. Након експеримената, развијене су нове расе.
Анализом из 1984. закључено је да су укрштене краве погодније за високу производњу млијека него аутохтона говеда или биволи. Такође је утврђено да су ефикаснији у претварању хране у млијеко. Накнадне студије у каснијим годинама дошле су до сличних закључака и приметиле утицај укрштања на повећану производњу и рурални развој. Укрштање је такође резултирало повећаном стопом зачећа, краћим сушним периодима и знатно дужим дужинама лактације.

### Обрада

#### Паковано млијеко
Према проценама, око 25% од укупно произведеног млијека пролази кроз комерцијалну прераду, од чега се око 70% продаје као паковано млијеко, док се преосталих 30% користи за припрему млијечних производа. Паковано млијеко је обично пастеризовано млијеко и обично је мешавина крављег и бивољег млијека, јер већина мљекара нема одвојене системе за сакупљање. Продаје се у варијантама на основу садржаја масти:
| Врста                                      | % масти | % чврстих немасти (СНФ) |
| ------------------------------------------ | ------- | ----------------------- |
| Пуномасно млијеко                          | 6%      | 9%                      |
| Стандардизовано млијеко                    | 4,5%    | 8,5%                    |
| Млијеко са смањеним уносом масти           | 3,0%    | 8,5%                    |
| Млијеко са двоструко смањеним уносом масти | 1,5%    | 9%                      |
| Обрано млијеко                             | 0,5%    | 8,7%                    |

### Млијечни производи
Велики избор млијечних производа се производи у Индији помоћу метода које су се развиле на сложене начине. Још 1630-их, регион Бенгала је био познат по својим посластицама на бази млијека, по којима је регион познат и данас. Према процени Еуромонитора из 2014. године, малопродајне цијене упакованих млијечних производа била је 10,2 милијарди долара.
Процеси засновани на ферментацији се користе за производњу производа као што су дахи, шриканд, мишти дои, ласи и час. Око 7–9% укупне производње млијека користи се за прављење дахија намењеног за директну потрошњу. Дахи се углавном прави код куће, иако се такође индустријски производи. Шриканд је заслађени и безводни дахи, веома популаран у западној и дијеловима јужне Индије. Мишти дои је још једна варијанта заслађеног дахија популарног у источним дијеловима земље. Иако се обично користи шећер од шећерне трске као заслађивач, неке варијанте могу да користе палмини џагери. Шриканд и мишти дои се обично конзумирају као десерт или грицкалице. Ласи је заслађен производ на бази путера и млијека, популаран у сјеверној Индији. Ласи се индустријски производи прерадом на ултра високим температурама.
Процеси адитивне коагулације дају панир и чена. Панир се припрема додавањем киселог коагуланта у загрејано млијеко, а затим пресовањем и испуштањем смјеше под механичким притиском. Панир се кроз историју производио у кућама користећи високо масно бивоље млијеко и један је од најчешће коришћених млијечних производа. Процјењује се да се 5% цјелокупног млијека претвара у панир. Чена је још један традиционални млијечни производ, такође припремљен додавањем коагуланта органске киселине у топло млијеко. Сличан је паниру али мекши и стога безобличан. Не конзумира се директно, већ се користи као основа или пунило за припрему разних индијских слаткиша као што су расгула, расмалај и сандеш. Производња чене у земљи процјењена је на 200.000 тона годишње у 2009.

## Потрошња
Нивои потрошње млијека нису равномерно распоређени широм Индије. Становници сјеверозападне Индије су значајни потрошачи; становници сјевероистока троше мање. Примјећено је да државе са већом потрошњом меса и јаја имају мању потрошњу млијека, јер су млијечни производи један од ријетких извора протеина за вегетаријанце. Млијеко има приходну еластичност тражње већу од јединице: потрошња се повећава како нивои прихода расту.
Потрошња млијека по становнику у периоду од 30 дана износила је 4,333 литара за сеоска домаћинства и 5,422 литара за градска домаћинства у периоду 2011—2012. Одговарајућа месечна трошња износио је ₹116,33 за сеоске и ₹186,47 за градске потрошаче.
Ги се највише конзумира међу млијечним производима са додатом вредношћу. Потражња за пастеризованим млијеком произведеним у формалном (организованом) сектору је у порасту, вјероватно због његове перцепције сигурности у односу на млијеко произведено у неорганизованом сектору.

## Регулативе

### Сточарство и мљекарство
Кључно регулаторно тело за производњу млијека је Одељење за сточарство и мљекарство (DAH&D), које је под Министарством сточарства, мљекарства и рибарства. Пре 1991. године мљекара је управљана у оквиру одјељења Министарства пољопривреде; основано је посебно одјељење како би се комбиновале функције које се односе на млијечне производе из министарстава пољопривреде и прехрамбене индустрије. DAH&D  управља сточарством и бави се пословима који се тичу развоја мљекарске индустрије. Такође, управљачки орган је Националног одбора за развој млијека (NDDB), истраживачког института који је основао Вергхесе Куриен за финансирање и развој индијске млијечне индустрије. NDDB такође управља Националним планом за млијечне производе у име Владе Индије. У оквиру DAH&D-а, Одјељење за сточарство се фокусира на развој мљекарства. Од 2014. године, рођендан Вергезе Куријена, инжењера и стручњака за млијечне производе, 26. новембар, обиљежава се као Национални дан млијека.
Додјелу сертификата за здравље говеда спроводи Ветеринарски савјет Индије, који финансира DAH&D. Ветеринарски савјет Индије утврђује прописе за инспекцију млијечних говеда, као и за мјере за контролу ширења болести и оснаживање сточног фонда. Сточарство у оквиру млијечне индустрије је такође регулисано Законом о спрјечавању окрутности према животињама из 1960. године, према којем се издају смјернице у вези са мужом, вјештачком оплодњом и транспортом говеда. DAH&D надгледа и спроводи ове смјернице. Клање одређених врста стоке, а посебно крава, забрањено је у многим државама Индије, а 2017. године, Влада Уније је усвојила Правила о спрјечавању окрутности према животињама (регулација сточног тржишта) из 2017. која забрањују продају говеда у лактацији за клање.
Према Закону о основним робама из 1955. године, Влада Индије може издати наредбе за контролу регулисања, снабдијевања и продаје производа у Индији. Наредба о млијеку и млијечним производима (MMPO) издата на основу овог закона 1992. године је још увијек на снази и захтјева да се свака особа која располаже са више од 10.000 литара млијека региструје код централне и државне владе.

### Преваре и безбједност хране
„Синтетичко млијеко“ – мјешавина детерџента уреје у праху, биљног уља, масти и соли и воде – отворено се продаје као млијеко у сјеверним индијским државама. Мјешавина има боју и садржај масти сличне природном млијеку, али се може произвести за дјелић цијене. У Индији је уобичајено фалсификовање гија, слаткиша и других млијечних производа са свињском машћу и животињским мастима. Уочено је масовно фалсификовање током празничне сезоне када се повећава потражња за слаткишима и другим млијечним производима. Врховни суд Индије је фаворизовао доживотни затвор као максималну казну за фалсификовање млијека или млијечних производа, што је био случај у Утар Прадешу, Западном Бенгалу и Одиши.
Регулаторно тијело за млијечне производе намијењене за потрошњу је Управа за безбједност хране и стандарде Индије (FSSAI), која дјелује под Министарством здравља и породичне добробити у Влади Индије. Истраживање које је спровео FSSAI 2019. показало је да је 93% тестираних узорака млијека безбједно за људску употребу, али скоро 41% узорака није испунило неки безбедносни параметар. Утврђено је да је контаминација озбиљнији проблем од фалсификовања. Пронађени загађивачи су укључивали афлатоксин М1 (у 5,7% узорака) и антибиотике (1,2%). Адултеранти – водоник-пероксид, уреа, детерџенти и неутрализатори – пронађени су у 12 од 6432 тестирана узорка. У мају 2020, извјештај Индијског друштва за вођење потрошача (CGSI) открио је да је чак 79% млијека у Махараштри фалсификовано.

### Утицај на животну средину
У мају 2020. године, Национални зелени суд наложио је Централном одбору за контролу загађења да изда смјернице које би омогућиле органима за контролу загађења да прате утицај производње млијека на животну средину у Индији, посебно водећи рачуна о утицају на локална водна тела, количини емисија метана из узгој млијека и руковање животињским отпадом. Упутства су настала током саслушања случаја у вези са поштовањем еколошких норми од стране мљекара у Индији. Нове смјернице које је у складу са тим издао Централни одбор за контролу загађења захтијевају да мљекаре буду лоциране на минималној удаљености од стамбених насеља и путева, као и да се примјењују режим лиценцирања, редовне провјере животне средине и провјере коришћења воде на фармама млијека.

## Трговина

### Увоз
Индија је увела царине на увезене млијечне производе, укључујући прерађено млијеко у праху и млијечне деривате као што су путер, сир, сурутка и јогурт. Од тога, сурутка и сир чине највећи увоз Индије, од којих се већина користи у даљој преради и производњи хране. Питање ублажавања увозних дажбина на млијечне производе је била тачка преговора Индију у контексту Регионалног свеобухватног економског партнерства.
FSSAI је 2011. године забранио увоз свих сирева у земљу у којима се користило животињско сирило – супстанца која се екстрахује из стомака новорођених телади, при чему се убија животињу. Увоз самог животињског сирила забрањен је од 1984.
Током 2020. године, приједлог индустрије млијечних производа да се дозволи увоз обраног млијека у праху у Индију без икаквих увозних дажбина наишао је на протесте и отпор индијских произвођача млијека, укључујући Амул, на основу образложења да би то нанијело штету домаћој производњи млијека.
Из религиозних разлога, увоз већине млијечних производа у Индију захтева потврду да животиње нису биле храњене храном која садржи екстракте преживара. Као посљедица тога, већина америчких млијечних производа подлеже под забрану увоза. Индијска и америчка влада водиле су преговоре о приступу САД индијском тржишту млијечних производа.
Индијска влада је од 2008. забранила увоз млијека и млијечних производа из Кине. Ове забране су услиједиле као одговор на пријављено присуство меламина – токсичне супстанце – у млијеку.

### Извоз
Током 2019—2020, Индија је извезла 51.421,85 тона млијечних производа, у укупној вриједности од 1341,03 ₹ (186,71 милиона америчких долара). Главне земље извоза биле су: Уједињени Арапски Емирати, Бутан, Турска, Египат и Сједињене Америчке Државе. Због високог нивоа домаће потрошње упарене са глобалним цијенама неконкурентне природе, индијски извоз млијечних производа је минималан.